# 하나미가와구
하나미가와구(일본어: 花見川区)는 일본 지바현 지바시의 북서부에 위치한 구이다. 구 중심으로 구 이름의 유래가 된 하나미강(花見川)이 흐른다.

## 지리
남쪽으로 지바시의 다른 구인 미하마구, 이나게구와 접하고 북쪽으로 사쿠라시, 나라시노시, 야치요시와 접하고 동쪽으로 요쓰카이도시와 접한다.

## 교통

### 철도
- 동일본 여객철도 소부 본선
- 게이세이 전철 지바선

### 도로
- 국도 14호선
- 국도 16호선